# Храми Донецька
В Донецьку є православні церкви, протестантські молитовні будинки і католицький костел, мечеть і синагога. Переважна кількість культових споруд це - православні церкви (переважно УПЦ Московського патріархату).

## Християнство

### Католицизм

#### Римо-католицька церква
| Фото | Назва                 | Рік спорудження | Архітектор | Район Донецька |
| ---- | --------------------- | --------------- | ---------- | -------------- |
|      | Костел Святого Йосифа | 2006            |            | Київський      |

#### Греко-католицька церква
| Фото | Назва                               | Рік спорудження | Архітектор | Район Донецька |
| ---- | ----------------------------------- | --------------- | ---------- | -------------- |
|      | Храм Зіслання Святого Духу          |                 |            | Ленінський     |
|      | Церква Покрови Пресвятої Богородиці | 2003            |            | Куйбишевський  |
|      | каплиця Богородиці Цариці Вервиці   |                 |            | Куйбишевський  |

### Православ'я

#### Українська православна церква (Московський патріархат)
В 1931 році був зруйнований Свято-Преображенський кафедральний собор, його майно було передано до Покровської церкви в селі Старомихайлівка.
До 1948 року в Донецьку існувало 13 православних общин.
В 1945 році була створена Лугансько-Донецька єпархія, котрою керували архієреї з Херсонсько-Одеської кафедри.
6 вересня 1991 року була створена Донецька єпархія Української православної церкви Московського патріархату.
Митрополит, який був головою єпархії з 1990 року до 1996 року мав титул митрополита Донецького і Слов'янського. З 1996 року єпархія розділилася на дві. Перша — Донецько- Маріупольська єпархія, друга — Горлівсько - Слов'янська єпархія.
Список голів єпархій в Донецьку:
- Никон (Петін) — єпископ Донецький і Луганський, з 1944 року до 1959 року.
- Борис (Вік) — митрополит Одеський і Херсонський, з 1959 року до 1960 року.
- Сергій (Петров) — митрополит Одеський і Херсонський, голова Лугансько-Донецької єпархії з 1960 року до 1990 року.
- Іоанникій (Кобзєв) — єпископ Донецький і Луганський, з 1990 рокудо 1991 року.
- Аліпій (Погребняк) — єпископ Донецький і Слов'янський, з жовтня 1991 року по грудень 1991 року.
- Леонтій (Гудимов) — митрополит Донецький і Слов'янський, з грудня 1991 року до березня 1992 року.
- Іполит (Хилько) — єпископ Донецький і Слов'янський, з 1994 року до 1996 року.
- Іларіон (Шукало) — призначений на Донецьку кафедру в сані архиєпископа з 12 вересня 1996 року, митрополит Донецький і Маріупольський, з 23 листопада 2000 року.

Працює православний телеканал КРТ. Донецькою єпархією видаються журнали: «Живе джерело», газета «Донбас православний», «Игнатіївський благовест» (сторінка общини Свято-Ігнатіївського храму в газеті «Металург»). При Донецьком національному університеті відкритий підрозділ духовної культури.
| Фото | Назва                                                                 | Рік спорудження                                                                                             | Архітектор                                                 | Район Донецька |
| ---- | --------------------------------------------------------------------- | --- | ---------------------------------------------------------- | -------------- |
|      | Свято-Миколаївський кафедральний собор                                | 1896 — збудована Свято-Миколаївська церква-школа, 1946 — побудований нижній храм                            |                                                            | Ленінський     |
|      | Свято-Преображенський кафедральний собор                              | 2006 |                                                            | Ворошиловський |
|      | Свято-Іверський храм на території Свято-Іверського жіночого монастиря | |                                                            | Київський      |
|      | Свято-Покровський храм                                                | |                                                            | Калінінський   |
|      | Свято-Сретенський храм                                                | 1819 |                                                            | Будьонівський  |
|      | Храм Усіх Святих                                                      | |                                                            | Київський      |
|      | Храм Преподобного Агапіта Печерського                                 | 2000 | Ануфрієнко В.В.                                            | Калінінський   |
|      | Храм Різдва Христова                                                  | 2000 | Вигдергауз Павло Ісакович                                  | Ворошиловський |
|      | Храм Святого Олександра Невського                                     | 2002 | Ганна Яблонська                                            | Ленінський     |
|      | Храм святого мученика Іоанна-Воїна                                    | |                                                            | Ворошиловський |
|      | Храм Святого Рівноапостольного Князя Володимира                       | |                                                            | Куйбишевський  |
|      | Храм Святої Блаженної Ксенії Петербурзької                            | |                                                            | Будьонівський  |
|      | Храм Святих Первоверховних Апостолів Петра і Павла                    | 2001 |                                                            | Куйбишевський  |
|      | Храм Преподобного Сергія Радонежського                                | зведено 1994, демонтовано 2010                                                                              |                                                            | Ворошиловський |
|      | Каплиця Святої Великомучениці Варвари                                 | 1999 |                                                            | Київський      |
|      | Храм святителя Ігнатія Маріупольського                                | 2003 |                                                            | Ленінський     |
|      | Свято-Воскресенський храм                                             | 2002-2005                                                                                                   | збудований за проектом Віктора Романчикова і Сергія Ільїна | Київський      |
|      | Храм Почаївської Ікони Божої Матері                                   | |                                                            | Ленінський     |
|      | Храм святителя і сповідника Луки архиєпископа Кримського              | |                                                            | Кіровський     |
|      | Храм Святого великомученика Георгія Победоносця                       | |                                                            | Кіровський     |
|      | Свято-Миколаївський храм                                              | 1908 — збудован перший храм, 1963 — зруйнований, в цьому ж році під храм був перебудований житловий будинок |                                                            | Калінінський   |
|      | Свято-Ігнатіївський храм                                              | |                                                            | Куйбишевський  |
|      | Свято-Михайлівський храм                                              | |                                                            | Кіровський     |

#### Православна церква України
В Донецьку знаходиться центр Донецької і Маріупольської єпархії ПЦУ. Донецька єпархія (до 2000 року – Донецько - Луганська) УПЦ Київського Патріархату була створена з благословення Святійшого Патріарха Філарета у 1992 році. У цей час Донецька єпархія нараховує близько 60 парафій. Новини єпархіального життя висвітлюються на єпархіальному сайті та у дружніх інтернет-виданнях.
| Фото | Назва                                          | Рік спорудження                                               | Архітектор | Район Донецька |
| ---- | ---------------------------------------------- | ------------------------------------------------------------- | ---------- | -------------- |
|      | Спасо-Преображенський кафедральний собор       | збудований в 1910 році як храм Святих апостолів Петра і Павла |            | Куйбишевський  |
|      | Свято-Петро-Павловський кафедральний собор     |                                                               |            |                |
|      | Свято-Андріївський кафедральний собор (проект) |                                                               |            |                |
|      | Храм святого Духа                              |                                                               |            | Кіровський     |
|      | Храм блаженної Ксенії Петербурзької            |                                                               |            |                |
|      | Свято-Троїцький храм                           |                                                               |            | Кіровський     |
|      | Свято-Знаменський храм                         |                                                               |            | Петровський    |
|      | Свято-Михайлівський храм                       |                                                               |            | Кіровський     |
|      | Храм Христа Спасителя                          |                                                               |            | Ленінський     |
|      | Свято-Вознесенський храм                       |                                                               |            | Петровський    |
|      | Козацький храм Різдва Христового               |                                                               |            | Ворошиловський |
|      | Храм св. Філарета Милостивого                  | 2012                                                          |            | Калінінський   |

### Протестантизм
Протестантизм в Донецьку представлений адвентистами, баптистами, п'ятдесятниками.
В Донецьку знаходиться керівний центр Східної Конференції Української Уніонної Конференції. Також у місті знаходиться сім общин адвентистів .

## Іудаїзм
Діє Донецька єврейська община.
Діє Донецька синагога.
В Донецьку діє Незалежна релігійна община синів Ноя «Хатиква».

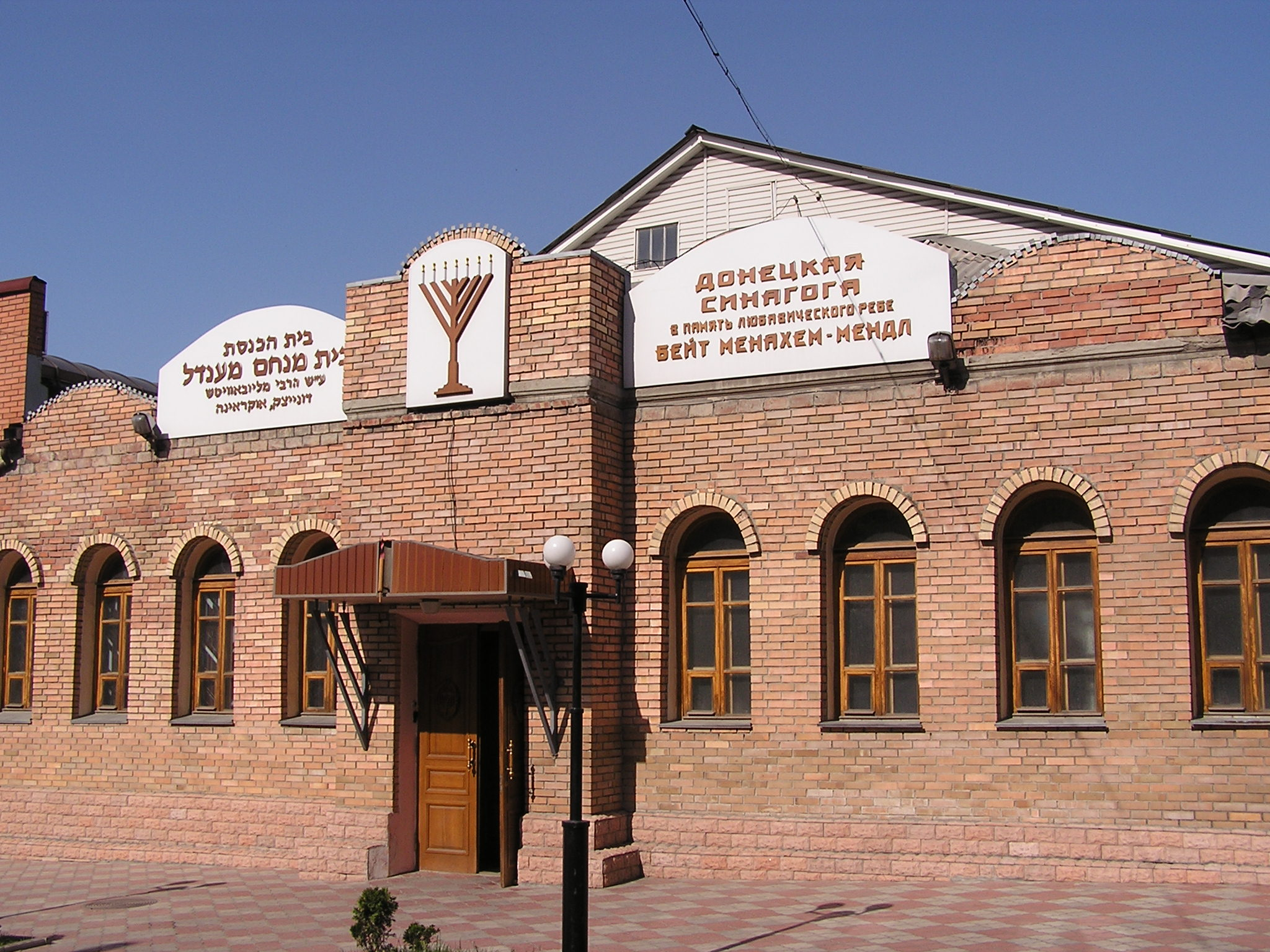
Донецька синагога на пам'ять любавичеського ребе Бейт Менахем-Мендл
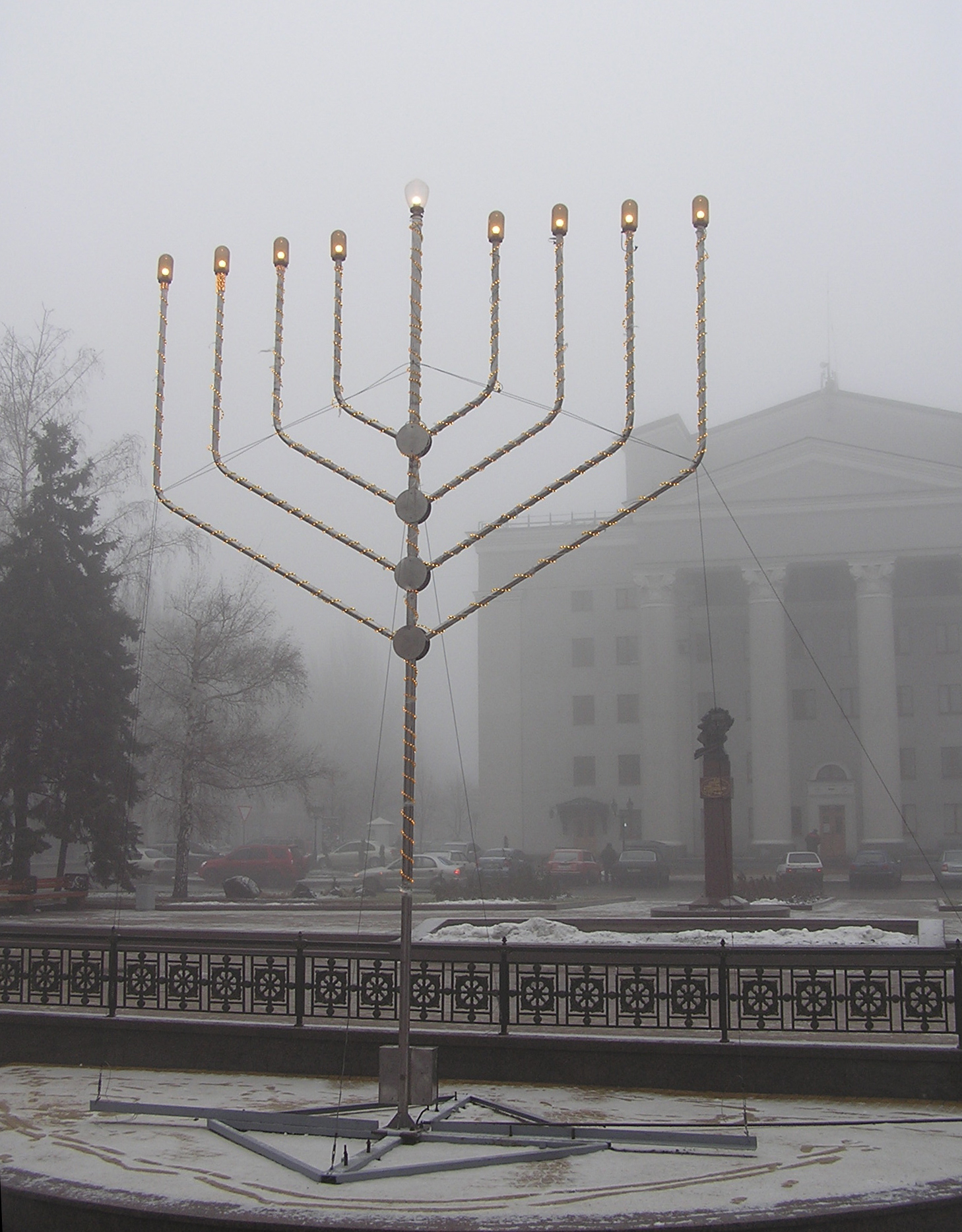
Ханука в Донецьку

## Іслам
В Донецьку діє філіал Ісламського університету Духовного управління мусульман України і соборна мечеть «Ахать-Джамі». Також діє мусульманська релігійна община "Дуслик" (Співдружність).

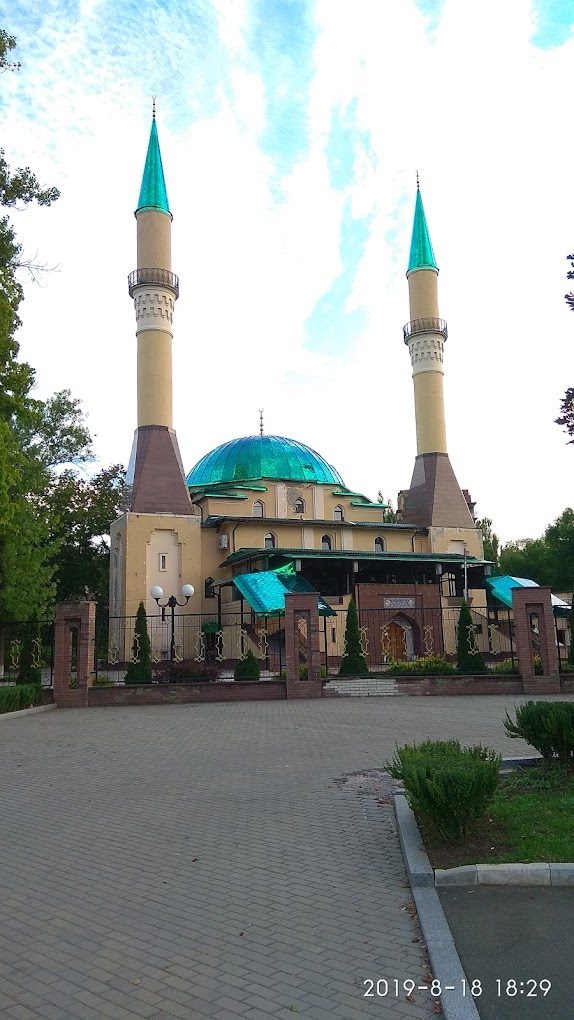
Ахать-Джамі

## Галереї наВікісховищі
- Храми Донецька